# Pexiora
Pexiora, Puègsiuran en occitan, est une commune française située dans le nord-ouest du département de l'Aude, en région Occitanie.
Sur le plan historique et culturel, la commune fait partie du Lauragais, l'ancien « Pays de Cocagne », lié à la fois à la culture du pastel et à l’abondance des productions, et de « grenier à blé du Languedoc ». Exposée à un climat méditerranéen, elle est drainée par le canal du Midi, le ruisseau de Tréboul, le ruisseau de la Fontaine de Besplas, le ruisseau de Mairevieille, le ruisseau de Mézeran. La commune possède un patrimoine naturel remarquable composé d'une zone naturelle d'intérêt écologique, faunistique et floristique.
Pexiora est une commune rurale qui compte 1 264 habitants en 2022, après avoir connu une forte hausse de la population depuis 1975. Elle fait partie de l'aire d'attraction de Castelnaudary. Ses habitants sont appelés les Pexioranais et Pexioranaises.

## Géographie
Commune de l'aire urbaine de Castelnaudary située dans le Lauragais. À son pied, coule le Tréboul.

### Communes limitrophes
Les communes limitrophes sont  Lasbordes, Laurabuc, Saint-Martin-Lalande, Villasavary et Villepinte.
| Saint-Martin-Lalande | Lasbordes   |            |
| Laurabuc             | Pexiora     | Villepinte |
|                      | Villasavary |            |

### Hydrographie
La commune est dans la région hydrographique « Côtiers méditerranéens », au sein du bassin hydrographique Rhône-Méditerranée-Corse. Elle est drainée par le canal du Midi, le ruisseau de Tréboul, le ruisseau de la Fontaine de Besplas, le ruisseau de Mairevieille et le ruisseau de Mézeran, qui constituent un réseau hydrographique de 8 km de longueur totale,.
Le canal du Midi, d'une longueur totale de 239,8 km, est un canal de navigation à bief de partage qui relie Toulouse à la mer Méditerranée depuis le xviie siècle.
Le ruisseau de Tréboul, d'une longueur totale de 22,5 km, prend sa source dans la commune de Mas-Saintes-Puelles et s'écoule vers le sud-est. Il traverse la commune et se jette dans le Fresquel à Villepinte, après avoir traversé 7 communes.

### Climat
Pour des articles plus généraux, voir Climat de l'Occitanie et Climat de l'Aude.
En 2010, le climat de la commune est de type climat méditerranéen altéré, selon une étude s'appuyant sur une série de données couvrant la période 1971-2000. En 2020, Météo-France publie une typologie des climats de la France métropolitaine dans laquelle la commune est exposée à un climat océanique altéré et est dans la région climatique Aquitaine, Gascogne, caractérisée par une pluviométrie abondante au printemps, modérée en automne, un faible ensoleillement au printemps, un été chaud (19,5 °C), des vents faibles, des brouillards fréquents en automne et en hiver et des orages fréquents en été (15 à 20 jours).
Pour la période 1971-2000, la température annuelle moyenne est de 13,5 °C, avec une amplitude thermique annuelle de 16 °C. Le cumul annuel moyen de précipitations est de 729 mm, avec 9,3 jours de précipitations en janvier et 5,2 jours en juillet. Pour la période 1991-2020, la température moyenne annuelle observée sur la station météorologique la plus proche, située sur la commune de Castelnaudary à 9 km à vol d'oiseau, est de 14,1 °C et le cumul annuel moyen de précipitations est de 707,4 mm,. Pour l'avenir, les paramètres climatiques de la commune estimés pour 2050 selon différents scénarios d'émission de gaz à effet de serre sont consultables sur un site dédié publié par Météo-France en novembre 2022.

### Milieux naturels et biodiversité

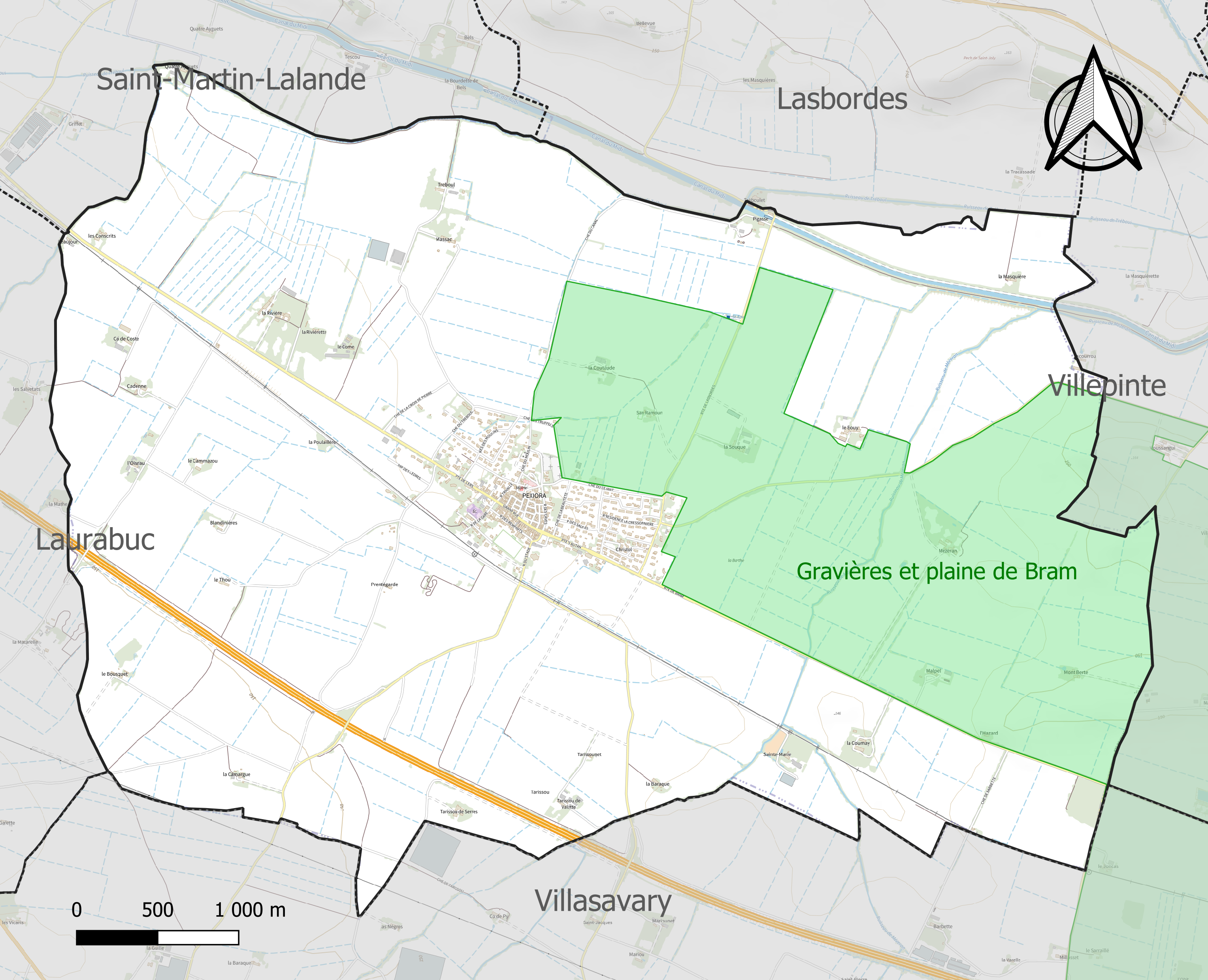
Carte de la ZNIEFF de type 1 localisée sur la commune.

L’inventaire des zones naturelles d'intérêt écologique, faunistique et floristique (ZNIEFF) a pour objectif de réaliser une couverture des zones les plus intéressantes sur le plan écologique, essentiellement dans la perspective d’améliorer la connaissance du patrimoine naturel national et de fournir aux différents décideurs un outil d’aide à la prise en compte de l’environnement dans l’aménagement du territoire.
Une ZNIEFF de type 1 est recensée sur la commune :
les « gravières et plaine de Bram » (2 381 ha), couvrant 6 communes du département.

## Urbanisme

### Typologie
Au 1er janvier 2024, Pexiora est catégorisée bourg rural, selon la nouvelle grille communale de densité à 7 niveaux définie par l'Insee en 2022.
Elle est située hors unité urbaine. Par ailleurs la commune fait partie de l'aire d'attraction de Castelnaudary, dont elle est une commune de la couronne,. Cette aire, qui regroupe 34 communes, est catégorisée dans les aires de moins de 50 000 habitants,.

### Occupation des sols
L'occupation des sols de la commune, telle qu'elle ressort de la base de données européenne d’occupation biophysique des sols Corine Land Cover (CLC), est marquée par l'importance des territoires agricoles (96 % en 2018), en diminution par rapport à 1990 (97,3 %). La répartition détaillée en 2018 est la suivante : 
terres arables (96 %), zones urbanisées (4 %). L'évolution de l’occupation des sols de la commune et de ses infrastructures peut être observée sur les différentes représentations cartographiques du territoire : la carte de Cassini (XVIIIe siècle), la carte d'état-major (1820-1866) et les cartes ou photos aériennes de l'IGN pour la période actuelle (1950 à aujourd'hui).

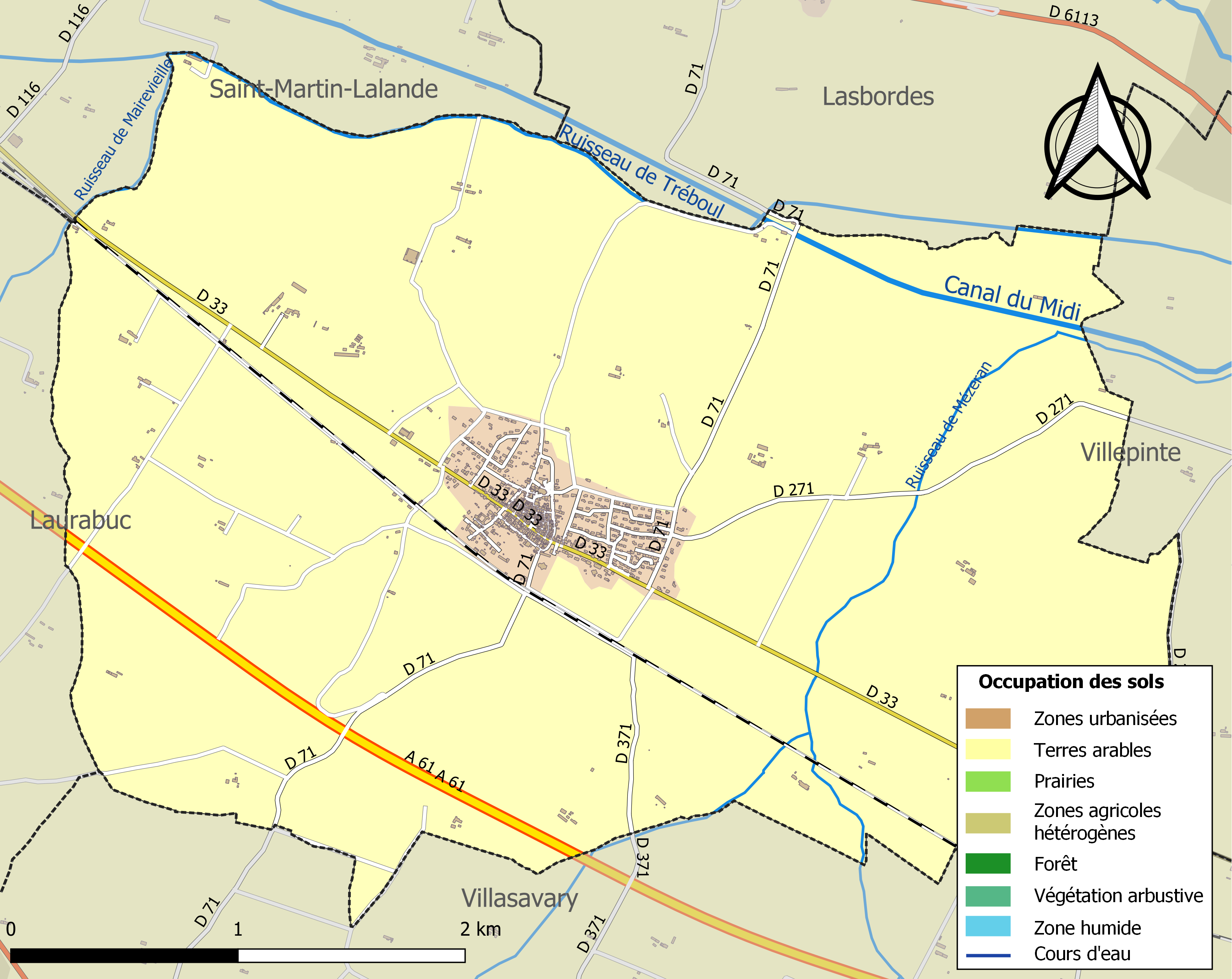
Carte des infrastructures et de l'occupation des sols de la commune en 2018 (CLC).

### Risques majeurs
Le territoire de la commune de Pexiora est vulnérable à différents aléas naturels : météorologiques (tempête, orage, neige, grand froid, canicule ou sécheresse) et séisme (sismicité très faible). Il est également exposé à un risque technologique,  le transport de matières dangereuses. Un site publié par le BRGM permet d'évaluer simplement et rapidement les risques d'un bien localisé soit par son adresse soit par le numéro de sa parcelle.

#### Risques naturels

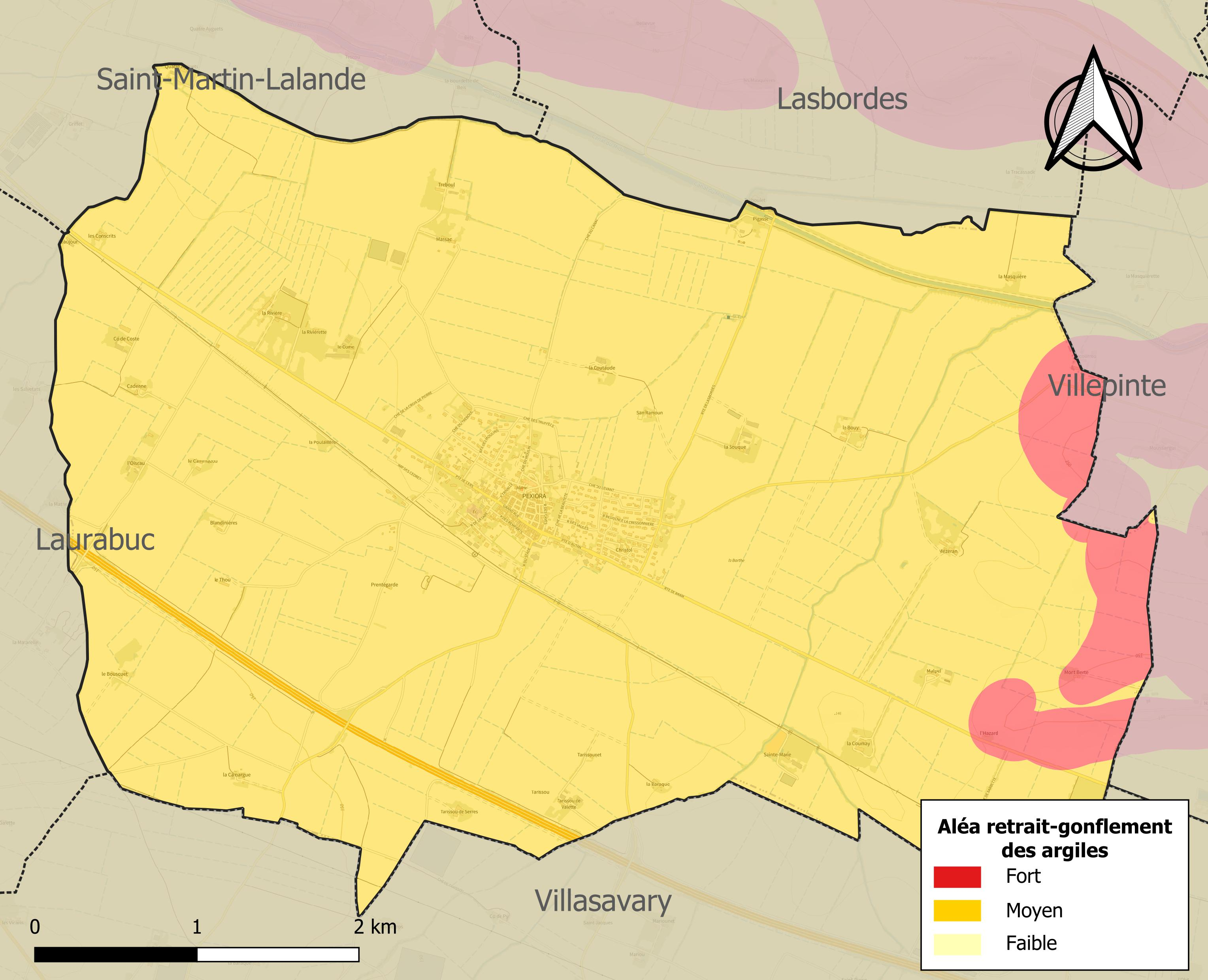
Carte des zones d'aléa retrait-gonflement des sols argileux de Pexiora.

Le retrait-gonflement des sols argileux est susceptible d'engendrer des dommages importants aux bâtiments en cas d’alternance de périodes de sécheresse et de pluie. La totalité de la commune est en aléa moyen ou fort (75,2 % au niveau départemental et 48,5 % au niveau national). Sur les 553 bâtiments dénombrés sur la commune en 2019, 553 sont en aléa moyen ou fort, soit 100 %, à comparer aux 94 % au niveau départemental et 54 % au niveau national. Une cartographie de l'exposition du territoire national au retrait gonflement des sols argileux est disponible sur le site du BRGM,.

#### Risques technologiques
Le risque de transport de matières dangereuses sur la commune est lié à sa traversée par une route à fort trafic et une ligne de chemin de fer. Un accident se produisant sur de telles infrastructures est en effet susceptible d’avoir des effets graves au bâti ou aux personnes jusqu’à 350 m, selon la nature du matériau transporté. Des dispositions d’urbanisme peuvent être préconisées en conséquence.

## Histoire

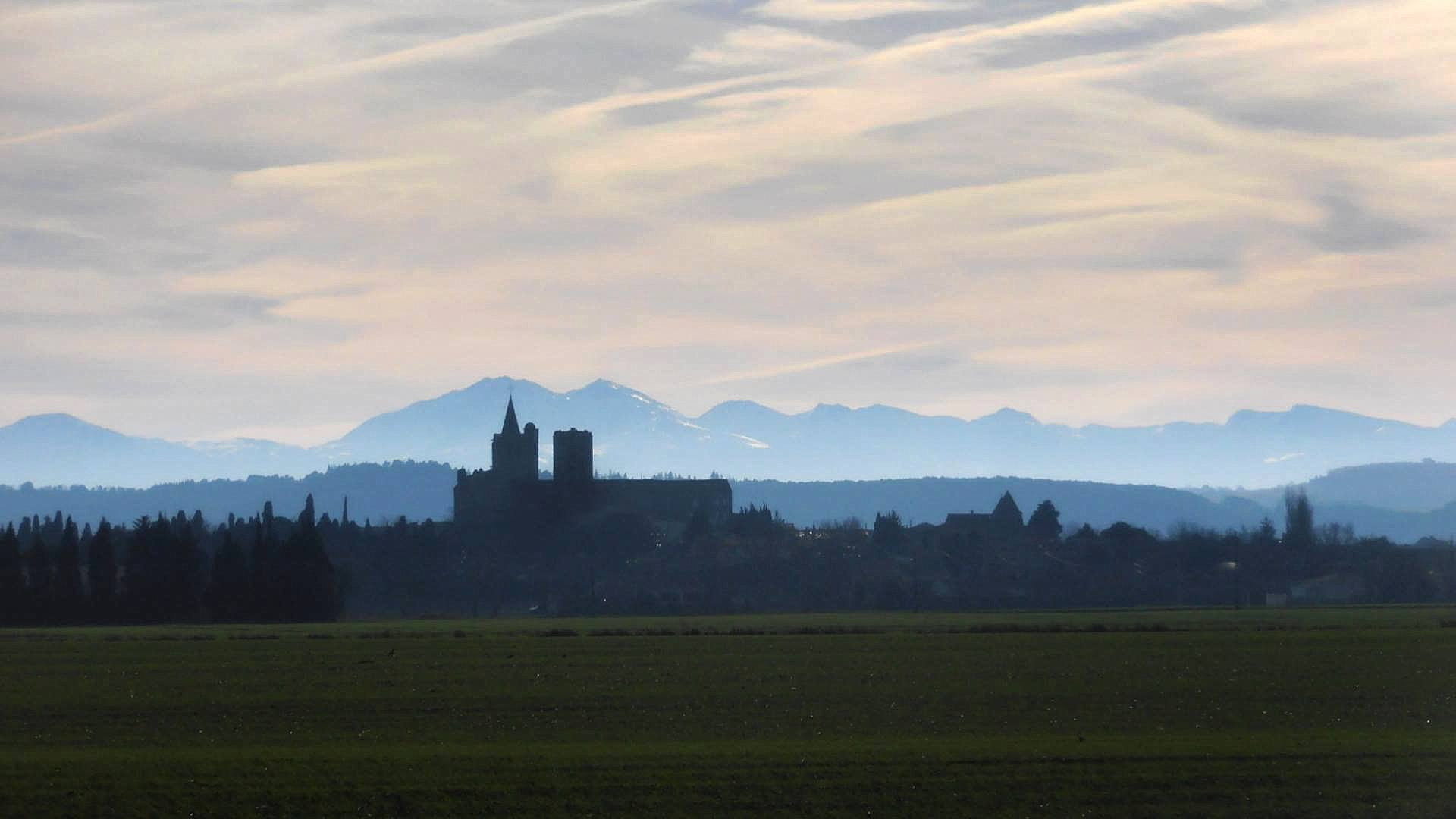
Le village au lever du jour. On reconnaît l'église et le château. En arrière-plan, le pic de Saint-Barthélémy.

C'est à partir du XIe siècle qu'apparaît Pexiora, point relais de la via Aquitania, entre Castelnaudary (Sostomagus) et Bram (Eburomagus). Le village prend forme autour d'une chapelle romane en ruines.
Pexiora échappe aux dévastations que commet le Prince noir en Languedoc en 1355, moyennant une rançon importante.

### Les Hospitaliers
À proximité de la chapelle, les Hospitaliers de l'ordre de Saint-Jean de Jérusalem fondent vers 1102 une commanderie ainsi qu'un hôpital. Vers 1134, est également créée une deuxième chapelle, dédiée à saint Jean-Baptiste patron de leur ordre.
Durant la croisade contre les Albigeois, les Hospitaliers tolèrent la présence des Cathares sur le territoire de la commanderie. L'enrichissement de la commanderie, lié aux dons de terres et de bêtes de différentes personnalités locales impliquées dans l'hérésie en est peut-être à l'origine.
La commanderie est à l'origine de la construction en 1245 et 1269, de deux moulins à vent. Ils sont à l'origine de la prospérité que connaîtra le village vers le XIIIe siècle. Sept autres moulins furent érigés plus tard, au cours des siècles.
C'est en 1348, lors de la Peste Noire, que l'église actuelle est édifiée, s'adossant à la chapelle dédiée à saint Jean-Baptiste et entraînant la disparition de la chapelle romane. Au XVIe siècle, des fortifications y sont ajoutées, et les rénovations du XIXe siècle lui donnent son aspect actuel.

## Politique et administration

### Rattachements administratifs et électoraux
Commune faisant partie de la communauté de communes Piège-Lauragais-Malepère et du canton de la Piège au Razès (avant le redécoupage départemental de 2014, Pexiora faisait partie de l'ex-canton de Castelnaudary-Sud).

### Liste des maires
| Période                                  | Période  | Identité        | Étiquette | Qualité                                                              |
| ---------------------------------------- | -------- | --------------- | --------- | -------------------------------------------------------------------- |
| mars 2001                                | 2008     | Danielle Rivals |           |                                                                      |
| mars 2008                                | en cours | Serge Cazenave  | DVG       | Vice-Président de la Communauté de communes Piège-Lauragais-Malepère |
| Les données manquantes sont à compléter. |          |                 |           |                                                                      |

## Population et société

### Démographie
| 1793  | 1800  | 1806  | 1821  | 1831  | 1836  | 1841  | 1846  | 1851  |
| ----- | ----- | ----- | ----- | ----- | ----- | ----- | ----- | ----- |
| 1 113 | 1 173 | 1 174 | 1 224 | 1 326 | 1 277 | 1 296 | 1 266 | 1 337 |

| 1856  | 1861  | 1866  | 1872  | 1876  | 1881  | 1886  | 1891  | 1896  |
| ----- | ----- | ----- | ----- | ----- | ----- | ----- | ----- | ----- |
| 1 346 | 1 320 | 1 185 | 1 174 | 1 117 | 1 088 | 1 113 | 1 114 | 1 091 |

| 1901  | 1906  | 1911  | 1921 | 1926 | 1931 | 1936 | 1946 | 1954 |
| ----- | ----- | ----- | ---- | ---- | ---- | ---- | ---- | ---- |
| 1 100 | 1 108 | 1 113 | 908  | 888  | 858  | 911  | 801  | 904  |

| 1962 | 1968 | 1975 | 1982 | 1990 | 1999 | 2006 | 2011  | 2016  |
| ---- | ---- | ---- | ---- | ---- | ---- | ---- | ----- | ----- |
| 849  | 854  | 753  | 751  | 709  | 814  | 966  | 1 254 | 1 235 |

| 2021  | 2022  | - | - | - | - | - | - | - |
| ----- | ----- | - | - | - | - | - | - | - |
| 1 253 | 1 264 | - | - | - | - | - | - | - |

## Économie

### Revenus
En 2018  (données Insee publiées en septembre 2021), la commune compte 463 ménages fiscaux, regroupant 1 131 personnes. La médiane du revenu disponible par unité de consommation est de 18 490 € (19 240 € dans le département).

### Emploi
| Division       | 2008   | 2013   | 2018   |
| -------------- | ------ | ------ | ------ |
| Commune        | 10,3 % | 9 %    | 13,3 % |
| Département    | 10,2 % | 12,8 % | 12,6 % |
| France entière | 8,3 %  | 10 %   | 10 %   |

En 2018, la population âgée de 15 à 64 ans s'élève à 731 personnes, parmi lesquelles on compte 78,3 % d'actifs (64,9 % ayant un emploi et 13,3 % de chômeurs) et 21,7 % d'inactifs,. Depuis 2008, le taux de chômage communal (au sens du recensement) des 15-64 ans est supérieur à celui de la France et du département.
La commune fait partie de la couronne de l'aire d'attraction de Castelnaudary, du fait qu'au moins 15 % des actifs travaillent dans le pôle,. Elle compte 167 emplois en 2018, contre 162 en 2013 et 137 en 2008. Le nombre d'actifs ayant un emploi résidant dans la commune est de 481, soit un indicateur de concentration d'emploi de 34,7 % et un taux d'activité parmi les 15 ans ou plus de 61,5 %.
Sur ces 481 actifs de 15 ans ou plus ayant un emploi, 90 travaillent dans la commune, soit 19 % des habitants. Pour se rendre au travail, 88,1 % des habitants utilisent un véhicule personnel ou de fonction à quatre roues, 2,1 % les transports en commun, 4,4 % s'y rendent en deux-roues, à vélo ou à pied et 5,4 % n'ont pas besoin de transport (travail au domicile).

### Activités hors agriculture

#### Secteurs d'activités
98 établissements sont implantés  à Pexiora au 31 décembre 2019. Le tableau ci-dessous en détaille le nombre par secteur d'activité et compare les ratios avec ceux du département,.
| Secteur d'activité                                                                                        | Commune | Commune | Département |
| Secteur d'activité                                                                                        | Nombre  | %       | %           |
| --- | ------- | ------- | ----------- |
| Ensemble                                                                                                  | 98      |         |             |
| Industrie manufacturière, industries extractives et autres                                                | 36      | 36,7 %  | (8,8 %)     |
| Construction                                                                                              | 10      | 10,2 %  | (14 %)      |
| Commerce de gros et de détail, transports, hébergement et restauration                                    | 20      | 20,4 %  | (32,3 %)    |
| Activités immobilières                                                                                    | 2       | 2 %     | (5,2 %)     |
| Activités spécialisées, scientifiques et techniques et activités de services administratifs et de soutien | 11      | 11,2 %  | (13,3 %)    |
| Administration publique, enseignement, santé humaine et action sociale                                    | 8       | 8,2 %   | (13,2 %)    |
| Autres activités de services                                                                              | 11      | 11,2 %  | (8,8 %)     |

Le secteur de l'industrie manufacturière, des industries extractives et autres est prépondérant sur la commune puisqu'il représente 36,7 % du nombre total d'établissements de la commune (36 sur les 98 entreprises implantées  à Pexiora), contre 8,8 % au niveau départemental.

#### Entreprises
Les trois entreprises ayant leur siège social sur le territoire communal qui génèrent le plus de chiffre d'affaires en 2020 sont : 
- Setab TRPT Besombes J & Fils, transports routiers de fret interurbains (296 k€)
- Papoul Reparation, entretien et réparation de véhicules automobiles légers (290 k€)
- Yves Izard - Travaux Agricoles, activités de soutien aux cultures (183 k€)

### Agriculture
La commune est dans le Lauragais, une petite région agricole occupant le nord-ouest du département de l'Aude,. En 2020, l'orientation technico-économique de l'agriculture  sur la commune est la culture de céréales et/ou d'oléoprotéagineuses.
|               | 1988  | 2000 | 2010 | 2020 |
| ------------- | ----- | ---- | ---- | ---- |
| Exploitations | 31    | 20   | 15   | 16   |
| SAU (ha)      | 1 048 | 1266 | 1536 | 1715 |

Le nombre d'exploitations agricoles en activité et ayant leur siège dans la commune est passé de 31 lors du recensement agricole de 1988  à 20 en 2000 puis à 15 en 2010 et enfin à 16 en 2020, soit une baisse de 48 % en 32 ans. Le même mouvement est observé à l'échelle du département qui a perdu pendant cette période 60 % de ses exploitations,. La surface agricole utilisée sur la commune a quant à elle augmenté, passant de 1 048 ha en 1988 à 1 715 ha en 2020. Parallèlement la surface agricole utilisée moyenne par exploitation a augmenté, passant de 34 à 107 ha.

### Enseignement
Pexiora fait partie de l'académie de Montpellier.

### Culture
- MJC de Pexiora.
- médiathèque intercommunale.
- "Les Joyeux Cantaires", chorale d'hommes.

## Culture locale et patrimoine

### Lieux et monuments
- Le monument aux morts, construit en mémoire des soldats morts pour la France durant la Première Guerre mondiale. Il fut inauguré le 25 novembre 1923.
- Le territoire du village est traversé par le canal du Midi. Son écluse est l'écluse de Tréboul, du nom de la rivière qui coule à proximité.
- Trois des huit moulins à vent du village subsistent encore aujourd'hui. Deux sont ouverts au public et appartiennent à la commune. Le dernier est situé dans une propriété privée.
- Église Saint-Blaise de Pexiora.

Les Moulins de Pexiora
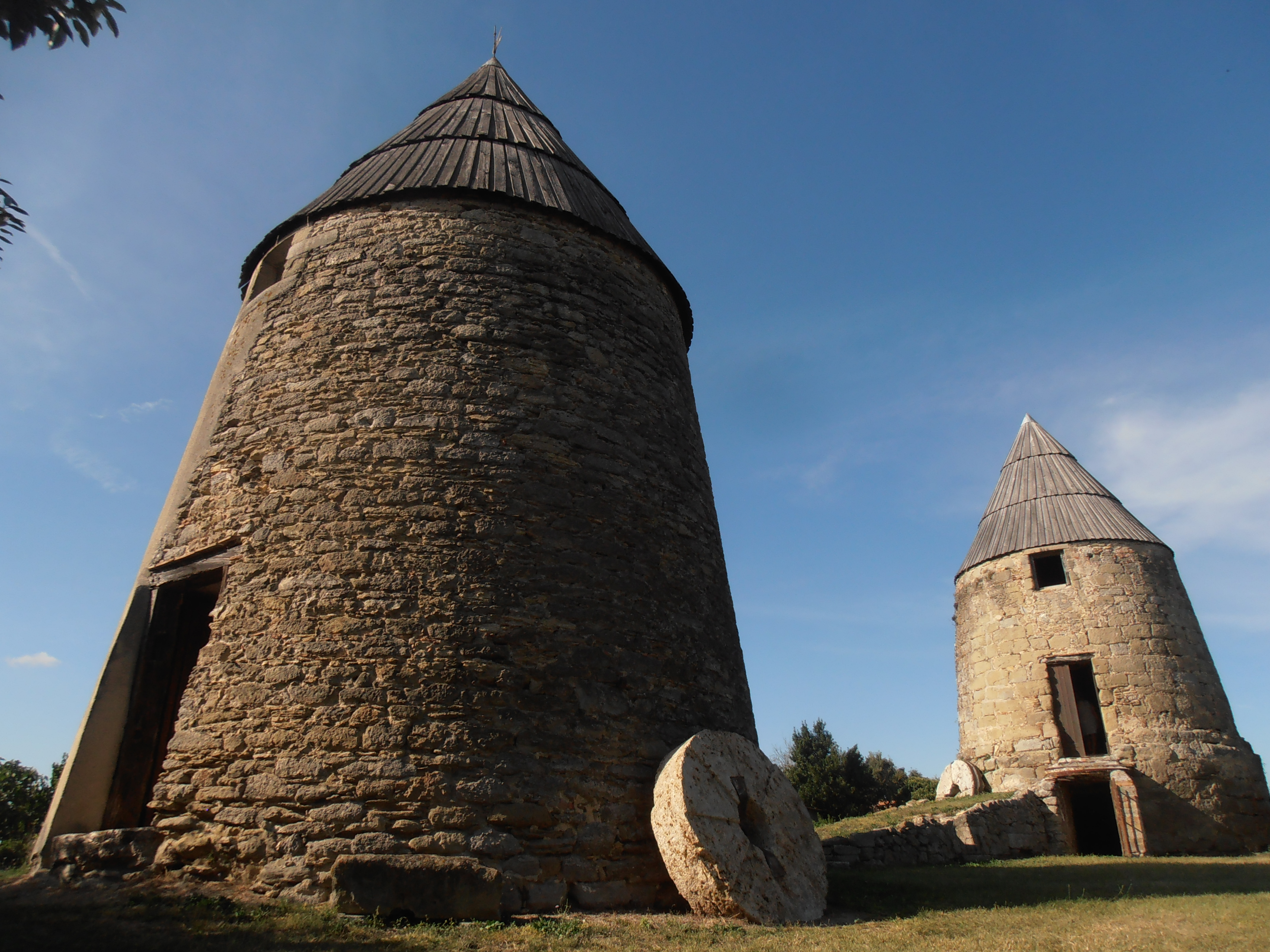
Vue d'ensemble des deux moulins
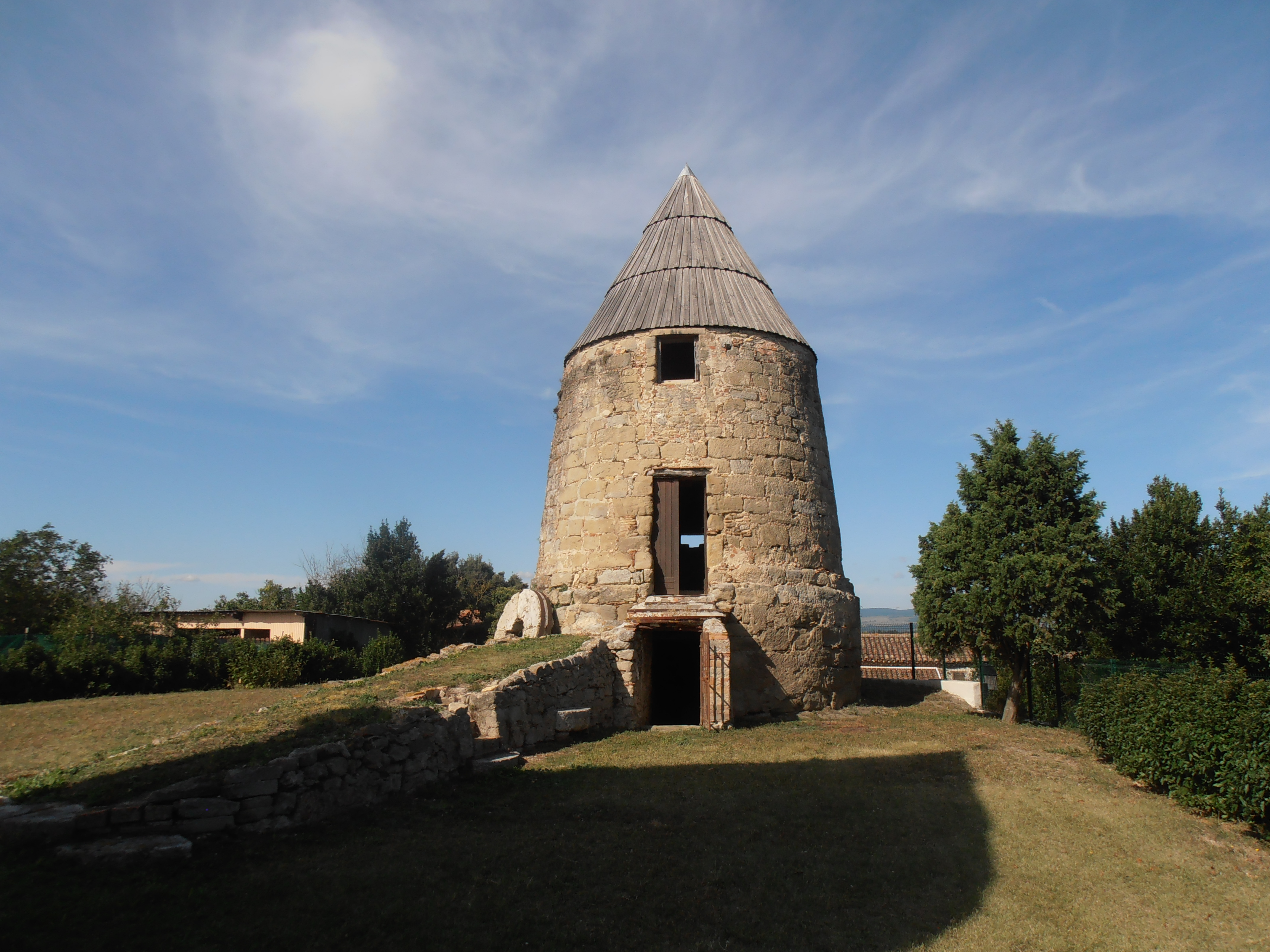
Vue d'un des deux moulins

### Personnalités liées à la commune
- Bernard Cadenat (1853 -1930) maire de Marseille de 1910 à 1912, est né à Pexiora.
- Olivier de Termes (1200 -1274), seigneur de Termes et de Pexiora.

### Héraldique
| Blason de Pexiora | Blason  | D’or au mont de sinople sommé d’un créquier du même, au chef d’azur chargé de trois fleurs de lys du champ. |
| Blason de Pexiora | Détails | Le statut officiel du blason reste à déterminer.                                                            |

## Pour approfondir